# Saragatona
La saragatona o herba pucera (Plantago afra) és una planta amb flor del gènere Plantago nativa de l'Iran i de l'Índia, com també ho és l'espècie relacionada, la saragatona de l'Índia (Plantago ovata), i actualment es cultiva en aquests països. També és natural de la zona occidental del Mediterrani, sobretot d'Espanya i el Marroc. Es cria en llocs arenosos, cultivada o silvestre, al costat de les carreteres, en llocs trepitjats, en camps rics en adobs orgànics o granges arreu de la península Ibèrica, sobretot a la zona mediterrània i a les Illes Balears. Es troba en terres de cultiu.

## Morfologia
És una planta herbàcia caducifòlia amb la tija erecta i ramificada, glandulosa almenys a la part superior. Són enteres o denticulades ambs dents agudes i distants. Té fulles de fins a 15 cm en forma de roseta basal o no, linears, ovals o el·líptiques, glabres, en verticils de tres en tres. Té una llarga arrel subterrània fusiforme.
Pel que fa a la inflorescència, es produeixen denses espigues aïllades en la part superior dels peduncles que neixen de les axil·les de les fulles. Les flors tenen un to blanc, amb el calze amb 4 sèpals i la corol·la és tubular amb 4 pètals, actinomorfa, són hermafrodites, ja que tenen androceu i gineceu alhora.
El gineceu és súper, bicarpel·lar, sincàrpic i bilocular amb els primordis seminals de placentació axial. Hi ha un sol estil filiforme i l'androceu consta de 4 estams inserits a la corol·la, les anteres són grogues i de dehiscència longitudinal.
Cada petit fruit conté dos llavors negres amb uns enfonsaments en un dels seus costats, el fruit és una càpsula dehiscent.

## Farmacologia i composició química
S'utilitzen medicinalment les llavors d'aquesta planta. Les llavors contenen mucílags (12%-15%), formats fonamentalment per xilosa, àcid galacturònic, arabinosa i ramnosa, que donen la propietat laxant, però a diferències d'altres espècies de Plantago, aquestes no contenen midó; també té traces d'alcaloides com són la plantagonina, la indicaina i la indicamina; hi trobem fitosterols com el beta-sitosterol, campestrol, estigmasterol; també oligoelements, sals de potassi, oli insaturat (5 a 10%), proteïnes (15-18%) i un glicòsid iridoide Aucubin, al qual se li atribueixen unes propietats protectores per al fetge.
S'usa per al tractament de l'ateroesclerosi, restrenyiment, diabetis, hemorroides, colesterol alt, triacilglicerols alts, i la síndrome de l'intestí irritable; també té uns usos secundaris com són el tractament de la diarrea i de la pèrdua de pes i l'obesitat.
Es fa servir per combatre el restrenyiment, en provocar un augment del peristaltisme o moviments intestinals causats per l'augment de mida d'aquesta substància quan absorbeix l'aigua, la qual cosa porta a la necessitat d'evacuació.
No s'ha descrit una toxicitat de la planta però si uns efectes secundaris en el seu ús com reaccions al·lèrgiques amb la inhalació de la pols, obstrucció esofàgica o intestinal quan no s'ingereixen líquids en abundància i diarrea, còlics, meteorisme o irritació rectal.
Normalment les llavors de saragatona s'administren en forma de pols, en sobres o en qualsevol altra forma sòlida, la presa habitual és de 5 a 15 grams al dia, es recomana beure molt de líquid.
Floreix durant la primavera-estiu, es recomana sembrar-la a finals d'hivern, la llavor sembrada s'ha de tapar amb poca sorra. Per la zona centre de la Península es recol·lecta a meitats d'agost, així es poden obtenir grans quantitats de llavor.